# 哈米德鱷屬
哈米德鱷屬（屬名：Hamadasuchus）是鱷形超目佩羅鱷科的一屬，化石發現於摩洛哥東南部的卡瑪卡瑪地層（Kem Kem Formation）地層，地質年代相當於白堊紀晚期的阿爾比階到坎潘階。哈米德鱷最初被歸類於Trematochampsidae科。哈米德鱷的鑑定特徵包含：側向扁平、有鋸齒狀邊緣的牙齒，口鼻部下上距離高，齒列成異型齒、下頜有三種不同型態的牙齒。

## 外部連結
- Hamadasuchus（页面存档备份，存于） Paleobiology Database